# Valdichiana Sangiovese
Il Valdichiana Sangiovese è un vino DOC la cui produzione è consentita nelle province di Arezzo e Siena.

## Caratteristiche organolettiche
- colore: rosso rubino brillante, con tendenza al granato
- odore: vinoso, fruttato, fragrante
- sapore: sapido, vivo, armonico

## Produzione
Provincia, stagione, volume in ettolitri
- nessun dato disponibile